# 遠藤於菟
遠藤 於莵（えんどう おと、1866年2月13日（慶応元年12月28日） - 1943年（昭和18年）2月17日）は、日本の建築家。日本における鉄筋コンクリート技術の先駆者の一人で、「日本のペレ」とも評される。

## 経歴
信濃国筑摩郡福島（現・長野県木曽郡木曽町）生まれ。東京大学予備門・第一高等中学校を経て、帝国大学工科大学校造家学科で建築学を学び、1894年卒業。野口孫市・大澤三之助・矢橋賢吉と同期生。
卒業後、神奈川県技師に就任、また横浜税関倉庫、生糸検査所などの建設に関わった。1898年、横浜正金銀行技師になり、妻木頼黄設計の本店建設に従事した（1904年竣工）。以降、鉄筋コンクリートの本格的研究を開始。
1905年、横浜に設計事務所を開設。以降は在野で設計活動を行った（1909年に再び神奈川県技師に任じられたが、8カ月ほどで辞めている）。それとともに著作を刊行し始める。
1929年、日本建築士会建築競技に関する調査委員会委員長。
遠藤は鉄筋コンクリート構造（RC造）の新技術に大きな関心を抱いたが、明治末年当時は試行錯誤の時代であった。まず床や開口部など部分的に使用しはじめ、1910年竣工の三井物産横浜支店倉庫では混構造（外壁は煉瓦造、床は木造で、内部の柱や屋根スラブなどがRC造）としたが、翌年竣工の三井物産横浜ビルでは全面的にRC造を採用した（本格的な事務所建築として日本最初のRC造）。事務所は現存、倉庫は解体された。この他、アールヌーヴォー様式で知られる横浜銀行集会所、関東大震災後の生糸検査所（キーケン）などが代表作である。

## 作品
| 名称                                           | 年                 | 所在地               | 状態       | 備考                                                   |
| ---------------------------------------------- | ------------------ | -------------------- | ---------- | ------------------------------------------------------ |
| 旧横浜正金銀行天津支店（初代）                 | 1903年（明治36年） | 中国天津市和平区解放 | 現存せず   |                                                        |
| 旧横浜正金銀行本店（現・神奈川県立歴史博物館） | 1904年（明治37年） | 神奈川県横浜市       | 重要文化財 | 妻木頼黄と連名。                                       |
| 横浜銀行集会所                                 | 1905年（明治38年） | 神奈川県横浜市       | 現存せず   |                                                        |
| 横浜生糸検査所品位検査室                       | 1908年（明治41年） | 神奈川県横浜市       |            |                                                        |
| 旧三井物産横浜支店倉庫                         | 1910年（明治43年） | 神奈川県横浜市       | 現存せず   |                                                        |
| 三井物産横浜ビル                               | 1911年（明治44年） | 神奈川県横浜市       |            | 酒井祐之助との共同設計。                               |
| 東京高等商業学校                               | 1916年（大正5年）  | 東京都千代田区       | 現存せず   | 震災後、岩波書店になった。                             |
| 東京日日新聞社屋                               | 1917年（大正6年）  | 東京都千代田区       | 現存せず   |                                                        |
| 明治大学予科校舎                               | 1920年（大正9年）  | 東京都杉並区         | 現存せず   |                                                        |
| 今井百貨店小樽支店                             | 1923年（大正12年） | 北海道小樽市         | 現存せず   |                                                        |
| 生糸検査所（現・横浜第二合同庁舎）             | 1926年（大正15年） | 神奈川県横浜市       | 現存せず   | 取壊し後、同じデザインで再現。                         |
| 生糸検査所倉庫事務所（現・北仲BRIC）           | 1926年（大正15年） | 神奈川県横浜市       |            | 後に帝蚕倉庫事務所。再開発予定地内にあるが、保存予定。 |
| 伊勢山皇大神宮本殿（現・鹿島御児神社本殿）     | 1928年（昭和2年）  | 神奈川県横浜市       |            | 宮城県石巻市鹿島御児神社に移築。                       |
| 伊勢山皇大神宮禮典所                           | 1928年（昭和2年）  | 神奈川県横浜市       | 一部現存   | 玄関車寄せ部分を参道の手水舎として移築。               |

## 著作
- 『和洋建築設計図会』大倉書店 1914年
- 『日本住宅百図』大倉書店 1920年
- 『西洋住宅百図』大倉書店 1926年
- 『日本向きのバンガロオとコッテェヂ』大倉書店 1929年
- 『和洋住宅設備図集』大倉書店 1931年
- 『日本建築構造図説』大倉書店 1936年